# Sala samobójców
Sala samobójców è un film del 2011 scritto e diretto da Jan Komasa, al suo esordio alla regia di un lungometraggio.

## Trama
Nella prima scena, Beata e suo marito Andrzej, insieme al figlio Dominik, adolescente sensibile, ascoltano a teatro il lied di Schubert Der Doppelgänger, brano che fornisce una chiave interpretativa per l'intero film. Il lavoro stressante e continuo porta i genitori ad essere assenti nella vita del figlio, abbastanza popolare nella scuola privata che frequenta, ma anche preso di mira per i suoi vantaggi, soprattutto da Aleks, che sembra avercela con lui.
Dominik trova un sito internet, noto come "Sala Samobójców" (Camera dei suicidi), in cui una ragazza confessa il suo autolesionismo, e, attratto da quella personalità cupa e tendente al suicidio, le lascia un messaggio. 
Invitato a una festa scolastica, Dominik partecipa a un gioco che consiste nel baciare ragazzi dello stesso sesso. Al proprio turno Dominik deve baciare Aleks; il bacio tra i due viene registrato e messo su ogni tipo di social network, dove viene visto soltanto come un bacio tra due amici. La fama di Dominik aumenta a dismisura. In realtà, lui è innamorato di Aleks e spesso si scambiano sguardi o si toccano. Durante una lezione di judo, Aleks nota che Dominik si eccita quando lotta con lui. Aleks lo scredita, facendolo diventare un emarginato.
La ragazza del sito risponde al messaggio di Dominik, invitandolo a partecipare a un social network in 3D con l'uso di un avatar. Qui, scopre l'identità dell'autolesionista: Sylwia, una ragazza sola e depressa, che indossa una maschera e ha creato la "Camera dei Suicidi", dove i membri guardano video di ragazzi suicidi, dato che loro non riescono a porre fine alla loro disperata e vuota esistenza. Dominik riesce ad entrare nel gruppo, arrivando perfino a marinare la scuola pur di passare più tempo sul sito.
Col tempo, Dominik, che ha rivelato ai genitori di essere bisessuale senza essere accettato da loro, ed influenzato da Sylwia, cambia look e abitudini, fino a decidere di rinchiudersi completamente in casa, estraniandosi dal mondo esterno. Inoltre, Sylwia rivela di non aver lasciato la sua camera da ben 3 anni, perché sente una sorta di repulsione continua per il mondo esterno, dove tutti sono falsi e non comprendono i loro sentimenti. Di questo tipo di persone fanno parte anche i genitori di Dominik, visto che pensano continuamente al loro lavoro, mentendo e tradendosi a vicenda con i rispettivi aiutanti. Passano dieci giorni e Dominik rifiuta sia di uscire dalla camera sia di mangiare qualsiasi tipo di alimento, arrivando al punto che la governante è costretta a chiamare la polizia. La polizia abbatte le porta, trovando il ragazzo nudo con le vene tagliate. Viene portato in ospedale, dove i medici riescono a salvarlo.
Tornato a casa, il ragazzo inizia a pensare con Sylwia ad un piano per suicidarsi usando i medicinali che gli psichiatri chiamati dai genitori potrebbero prescrivergli. I genitori, però, gli vietano internet e il piano non può essere finalizzato. La depressione del ragazzo aumenta. Recatosi in un bar ordina una birra e si reca in bagno, dove, inizialmente, butta gli psicofarmaci, ma poi ne inghiotte molti. Uscito dal bagno, perde la ragione, e due ragazzi ridono di lui. Successivamente, incontra Sylwia, e, per la prima volta, si sente felice, anche se è soltanto un'allucinazione.
Molto tempo dopo, nella Camera dei Suicidi, Sylwia parla ai suoi seguaci dell'assenza di Dominik e si chiede che cosa gli sia successo. Appare l'avatar di Domink, ma in realtà è sua madre, Beata. La donna ringrazia tutti i membri della Camera per essere stati vicini al figlio durante la sua depressione e annuncia la sua morte, causando lo shock di tutti i membri, che capiscono quanto sia importante vivere e quanto sia tragica la morte. Sylwia fugge dalla casa dove si era rinchiusa per tre anni e capisce che non ha bisogno del coraggio per morire, ma per vivere. Il film termina con il video della morte di Dominik.

## Distribuzione
Il film è stato presentato in anteprima nella sezione Panorama Special del Festival di Berlino 2011, prima di essere distribuito nelle sale cinematografiche polacche dal 4 marzo 2011.

## Accoglienza

### Incassi
Il film è stato un discreto successo al botteghino polacco, totalizzando oltre 700 000 spettatori.

## Riconoscimenti
- 2011 - Giffoni Film Festival
  - Grifone d'oro
  - Premio Arca Cinemagiovani
  - Miglior colonna sonora a Michał Jacaszek
- 2012 - Polskie Nagrody Filmowe
  - Miglior montaggio a Bartek Pietras
  - Miglior scoperta dell'anno
  - Candidatura per il miglior film
  - Candidatura per il miglior regista a Jan Komasa
  - Candidatura per il miglior attore a Jakub Gierszał
  - Candidatura per la miglior attrice non protagonista a Roma Gąsiorowska
  - Candidatura per la miglior sceneggiatura a Jan Komasa
  - Candidatura per il miglior sonoro a Bartosz Putkiewicz